# Сахнин, Аркадий Яковлевич
Арка́дий (Арон) Я́ковлевич Сахни́н (5 октября 1910, Луганск — 2 февраля 1999, Москва) — советский и российский прозаик, публицист, очеркист.

## Биография
Родился в семье типографского наборщика. Еврей. Работал на железнодорожном транспорте, был корреспондентом газеты «Гудок».
Окончил Институт внешней торговли (Москва, 1936). Работал сотрудником ТАСС, начальником отдела печати ВОКСа. Член ВКП(б) с 1939 года.
Участник Великой Отечественной войны с ноября 1942 года в должности военного корреспондента на Западном фронте. Первые рассказы опубликовал в 1943 году во фронтовой газете. Был тяжело ранен. Затем служил ответственным редактором газеты «Во имя Родины» 3-й гвардейской артиллерийской дивизии прорыва. Воевал на Западном и 3-м Белорусском фронтах. Участвовал в Смоленско-Рославльской, Витебско-Оршанской, Минской, Вильнюсской, Каунасской, Инстербургско-Кёнигсбергской, Кёнигсбергской и Земландской операциях.
Участник войны с Японией в должности ответственного редактора газеты «Во имя Родины» 3-й гвардейской артиллерийской дивизии прорыва. Воевал на Забайкальском фронте. Участвовал в Хингано-Мукденской операции. Демобилизован в звании майора.
Работал специальным корреспондентом газет «Правда», «Известия», «Комсомольская правда». Первый роман «Тучи на рассвете» — в 1954 году. В 1955 году бывшая ссыльная Раиса Семёновна Левина подала в суд заявление, что Сахнин в этом романе, будучи ответственным секретарём журнала «Знамя», заимствовал ряд сюжетных ходов, ситуаций и целые отрывки из рукописи её романа о Японии «Прости, Обама» РГАЛИ ф. 1234 оп. 17 ед. хр. 572, присланной в редакцию. Комиссия секции прозы Союза писателей дала заключение в пользу Левиной, и суд постановил обязать Сахнина выплатить ей часть гонорара и указывать её соавтором при переизданиях. Однако Сахнин обжаловал заключение комиссии и при поддержке А. Фадеева добился его отмены.
В последующие годы выпустил повести и книги очерков.
Предполагаемый автор первой части трилогии Л. И. Брежнева — «Малая Земля». Писатель Владимир Карпов вспоминал: «Я спросил Аркадия, правда ли это? Он подтвердил, но просил не разглашать».
Похоронен на Переделкинском кладбище.

## Награды
- орден Октябрьской Революции (04.10.1980)
- орден Отечественной войны I степени (11.03.1985)[7]
- орден Отечественной войны II степени (26.06.1944)[8]
- орден Трудового Красного Знамени (16.11.1984)
- орден Красной Звезды (14.05.1945)[9]
- орден «Знак Почёта» (06.10.1970)
- медали
- Премия им. Н. Островского (1984)
- Премия им. А. Толстого (1982)

## Произведения

### Проза
- Вот люди. М., 1964 (Ровесник)
- Вот что произошло. — М. : Молодая гвардия, 1968. — (Ровесник).
- Вот что произошло. — М. : Молодая гвардия, 1972. — 256 с.
- Жизнь. М., 1976
- Избранное. М., 1980
- Крик из глубины: Повесть. М., 1966 (Люди и события)
- Машинисты: Повесть. М., 1976
- Мне б только речку переплыть. М., 1970
- На дне моря. М., 1961 (Герои-современники)
- Надо ведь как-то жить. М., 1976 (Библиотека «Огонек»; № 9)
- Не поле перейти. — М. : Советский писатель, 1978. — 736 с. — 45 000 экз.
- Неотвратимость: Повести и рассказы. — М. : Современник, 1984. — 430 с. : ил.
- Огненная земля. М., 1978
- Одиночество. М., 1971
- Охота на китов: Сборник. М., 1989
- Первый помощник. М., 1964
- Побег за границу. М., 1974 (Писатель и время)
- Повести. М., 1969
- Поединок: Документальная повесть. М., 1959
- Сквозь годы мчась. М., 1957
- Смерть — не сон до зари. М., 1966
- Судьбы людские. М., 1964
- Товарищ Чили. М., 1974 (Прочти, товарищ!)
- Толпа одиноких. М., 1972 (Библиотека «Огонек»; № 18)
- Толпа одиноких: Роман и повести; Избранные произведения на зарубежные темы. М., 1979
- Три минуты молчания. М., 1967[10]
- Три минуты до катастрофы. Повесть М. 1961 (детгиз)
- Тучи на рассвете: Роман. М., 1954
- Тучи на рассвете: Роман. Повести. М., 1990
- Ценою жизни. Донецк, 1966 (Рассказы о подвигах)
- Чужие люди: Повести и очерки. М., 1986
- Это ошибка, Мария. М., 1967
- Эхо войны. М., 1958
- Эхо войны: Рассказы и очерки. М., 1986
- Я так и знал. М., 1975 (Человек среди людей)